# Сухая Перекопка
Сухая Перекопка — река в России, протекает по Иловлинскому и Клетскому районам Волгоградской области. Правый приток Дона. На всём протяжении пересыхающая.

## География
Река начинается западнее хутора Камышинский, течёт на север, затем поворачивает на запад. Слева принимает приток Мокрая Перекопка, за ним поворачивает на северо-запад. За селом Перекопка впадает в Дон в 702 км от устья последнего. Длина реки составляет 26 км, площадь водосборного бассейна — 480 км².

## Данные водного реестра
По данным государственного водного реестра России относится к Донскому бассейновому округу, водохозяйственный участок реки — Дон от впадения реки Хопёр до города Калач-на-Дону, без рек Хопёр, Медведица и Иловля, речной подбассейн реки — Дон между впадением Хопра и Северского Донца. Речной бассейн реки — Дон (российская часть бассейна).
Код объекта в государственном водном реестре — 05010300512107000009200.